# Tomasz Majewski
Tomasz Majewski (* 30. srpna 1981, Nasielsk) je polský sportovec, atlet, dvojnásobný olympijský vítěz ve vrhu koulí. V roce 2009 se stal v Turíně také halovým mistrem Evropy a je rovněž vicemistrem světa (Berlín 2009) a mistrem Evropy (Barcelona 2010).

## Kariéra

### Ósaka 2007
Na Mistrovství světa v atletice 2007 v japonské Ósace obsadil výkonem 20,87 metru 5. místo. Na bronzovou medaili, kterou vybojoval Andrej Michněvič z Běloruska ztratil 40 centimetrů.

### Valencie 2008
Na halovém MS v atletice 2008 ve Valencii vybojoval výkonem 20,93 m bronzovou medaili.

### Peking 2008
Na Letních olympijských hrách 2008 v Pekingu získal zlatou medaili. Ve čtvrté sérii pokusů si vytvořil výkonem 21,51 m nový osobní rekord. K vítězství by mu však rovněž stačil výkon ze třetí série 21,21 m. Stříbro získal USA Christian Cantwell za 21,09 m.

### Berlín 2009
Na mistrovstství světa v Berlíně vybojoval výkonem 21,91 m stříbrnou medaili, když ho přehodil jen Christian Cantwell z USA.

### Barcelona 2010
Na mistrovství Evropy získal nejdříve o pouhý jeden centimetr stříbro. Po diskvalifikaci Andrej Michněvič se posunul na pozici vítěze.

### Daegu 2011
Mistrovství světa v korejském Daegu se mu nepodařilo a po dlouhém přešlapu obsadil až 9. místo.

### Londýn 2012
Fantastickou bitvu předvedli koulaři David Storl a Tomasz Majewski na OH v Londýně. Storl se ujal vedení (21,86 m), na to Majewski zareagoval (21,87 m). Storl se již nezlepšil, a Majewski již jako staronový olympijský vítěz v posledním pokusu dne ještě zlepšil svůj výkon na 21,89 m. Stal se tak teprve třetím koulařem historie,který dvakrát ovládl olympijské hry v kouli mužů.

### Osobní rekordy
- hala – 21,72 m – 9. března 2012, Istanbul
- venku – 21,95 m – 30. července 2009, Stockholm